# يحيى بوصقو
يحيى بوصقو (4 مارس 2000) هو لاعب كرة قدم هولندي، يلعب كمهاجم لنادي تلستار.

## الحياة الشخصية
ولد بوصقو في هولندا، وهو من أصل مغربي.

## روابط خارجية
- يحيى بوصقو على موقع قاعدة بيانات كرة القدم.إي يو (الإنجليزية)
- يحيى بوصقو على موقع Soccerway.com (الإنجليزية)
- يحيى بوصقو على موقع عالم كرة القدم.نت (الإنجليزية)